# 헤나투 카이제르 지 소자

헤나투 카이제르 지 소자(포르투갈어: Renato Kayzer de Souza, 1996년 2월 17일 ~ )는 브라질의 축구 선수이다. 현재 대전 하나 시티즌 소속 선수로 활약하고 있다. K리그 등록명은 카이저이다.